# Captura neutrônica
A captura neutrônica ou captura térmica é um tipo de reação nuclear onde um nêutron colide com um núcleo atômico e se combinam para formar um núcleo mais pesado.
A principal condição para que os nêutrons sejam capturados, é que devem estar se movendo assim como os núcleos a uma velocidade próxima, ou seja, tenham uma temperatura similar.
Um nêutron livre a uma velocidade relativamente baixa, é uma partícula instável, com uma vida média de 15 minutos, assim que o processo de captura neutrônica é condicionado por esta circunstância. Quando o nêutron é capturado pelo núcleo deve liberar imediatamente o excesso de energia mediante um decaimento gama; além disso o novo núcleo pode sofrer uma desintegração beta para conseguir maior estabilidade.

## Tipos de processos de captura neutrônica
Há dois tipos de processos de captura neutrônica: um processo de captura rápida (processo r ) e um processo de captura lenta (processo s). Estes dois processos produzem para o mesmo núcleo distintos isótopos, além disso, alguns isótopos só podem ser produzidos por um ou outro procedimento, não por ambos.
O processo r implica uma captura múltipla de nêutrons, que produz um núcleo instável que rapidamente decai mediante uma série de desintegrações beta até alcançar um isótopo estável. Este processo é relevante na nucleossíntese estelar devido à grande quantidade de nêutrons livres presentes.
O processo s implica a captura de um só nêutron que produz um núcleo estável ou que decai mediante desintegração beta em um núcleo estável antes de que se possa produzir outra captura neutrônica.

## Usos
A captura neutrônica pode ser usada como método de análise não destrutiva de materiais. Diferentes elementos emitem diferentes padrões de radiação característicos quando são submetidos a um processo de captura de nêutrons. Isto faz que seja um processo tecnológico muito útil em campos como a mineração ou a segurança.